# UClibc
uClibc (talvolta scritto μClibc) è una libreria standard C pensata per sistemi operativi basati su Linux e indirizzati a sistemi embedded e dispositivi mobile. uClibc è nata per supportare μClinux, una versione di Linux che non richiede un'unità di gestione della memoria pensata per microcontrollori (uCs; la "u" è un'approssimazione tipografica in caratteri latini - non una vera e propria romanizzazione, che sarebbe la lettera "m" - di μ per "micro").
Lo sviluppo su uClibc è iniziato nel 1999  ed è stata scritta quasi tutta da zero, anche se ha incorporato del codice proveniente da glibc e altri progetti.
Il responsabile del progetto è Erik Andersen mentre Manuel Nova III è uno degli sviluppatori principali.
uClibc è un software libero e open source distribuito sotto licenza GNU Lesser General Public License.
uClibc è molto più piccolo di glibc, la libreria C utilizzata nella stragrande maggioranza delle distribuzioni Linux. Mentre glibc è progettata per supportare pienamente tutti gli standard C su un'ampia gamma di piattaforme hardware e kernel, uClibc è specificamente progettata per lavorare sui sistemi Linux embedded. Le funzionalità messe a disposizione dalla libreria possono essere abilitate o disabilitate in base alle esigenze di spazio e risorse.
uClibc funziona su sistemi Linux standard e sistemi senza MMU. Supporta i processori i386, x86-64, ARM (big/little endian), Atmel AVR32, Analog Devices Blackfin, Renesas/Hitachi H8 (h8300), Motorola m68k, MIPS (big/little endian), IBM PowerPC, SuperH (big/little endian), Sun SPARC e Renesas/NEC v850.
uClibc-ng è un fork di uClibc annunciato sulla mailing list di OpenWRT nel luglio 2014 dopo più di due anni senza una versione di uClibc, citando la mancanza di qualsiasi comunicazione da parte del manutentore.
Attualmente, l'autore del progetto originale non pubblica più aggiornamenti, ma fa riferimento alla versione ancora sviluppata uClibc-ng per le versioni correnti.